# The Jerry Springer Show
The Jerry Springer Show (także: Jerry Springer) – amerykański program telewizyjny typu talk-show emitowany w latach 1991–2018 na antenie telewizji NBC, którego prowadzącym był Jerry Springer.
W pierwszych seriach programu poruszano tematy polityczne, przez co program nie osiągał wysokich wyników oglądalności. W połowie lat 90. zmieniono jego formułę na bardziej kontrowersyjną. Do programu zapraszano osoby, które dopuściły się m.in. kazirodztwa czy cudzołóstwa, a treść programu była wzbogacana wulgaryzmami, skandowaniem publiczności oraz szarpaninami gości programu.
Prawo do emisji programu wykupiło wiele stacji telewizyjnych spoza Stanów Zjednoczonych – m.in. brytyjska stacja Club TV czy polska TV Puls (dawniej w polskiej telewizji nadawano go także pod nazwą Potyczki Jerry’ego Springera).